# Ambroise Cormier
Pour les articles homonymes, voir Cormier (homonymie).
Ambroise Cormier est un imprimeur français du XVIIe siècle.

## Biographie
La famille Cormier, qui donna à Laval ses deux premiers imprimeurs, dont nous
connaissions quelques productions, était originaire du Mans et assez bien apparentée,
puisque nous voyons parmi ses membres des prêtres, un écuyer, des notaires.
Ambroise Cormier vint s'établir à Laval comme imprimeur un peu avant 1633. Il y était appelé par maître Robert Le Bret, son parent et probablement son oncle, qui desservait depuis dix ans la cure de Nuillé-sur-Vicoin. 
Aussi quand le jeune homme se maria avec Anne Masson, comme lui paroissienne de la Trinité, voulut-il que son union fût bénite à Nuillé par un parent qui le protégeait. La cérémonie eut lieu le 20 juin 1633. À cette époque, le centre du commerce était sur la place du Palais, la seule qui existât à Laval, dans le voisinage des halles. C'est là qu'Ambroise Cormier ouvrit son atelier « dans des boutiques estans en appentis contre la maison du Petit-Montjean. » Cette maison du Petit-Montjean et la Chambre des Comptes qui y attenait, appartenaient à Guillaume Duparc, qui les avait acquises par licitation. Il en avait revendu une partie à Gilles Lelong, sieur de la Troussière, qui y faisait sa demeure et cédé les boutiques au nouvel imprimeur.
Ambroise Cormier se trouvait à l'étroit dans un appentis sans profondeur, plaqué contre une haute maison ; il étouffait sous un toit bas, sans air et sans lumière ; il aurait voulu une habitation plus confortable que ces malheureuses boutiques où il ne pouvait pas même faire du feu. Aussi son projet était en 1644, « suivant la permission qu'il avoit de Monseigneur …, de faire hausser les bouticques en apentiz comme elles sont et porter le feste d'icelles jusques à demy pied proche et au-dessous des grilles des fenestres de la maison dite la Cour des Comptes ; et faire bastir et construire un pavillon, ou autre chose pour sa commodité, sur le portal et principale entrée de ladite maison, pour raison de quoy il est obligé de payer rentes à la recepte de la châtellenie de Laval… » Il aurait voulu également prolonger ses appentis au-delà des limites assignées aux premiers concessionnaires. Mais maître Guillaume Duparc, son vendeur, qui possédait à titre d'engagement la maison principale dite du Petit-Montjean ou de la Cour des Comptes, n'entendait pas souffrir ses empiétements et l'humble libraire-imprimeur fut obligé de plier devant ce personnage qui, pour le moment, comme greffier du siège ordinaire de Laval et acquéreur d'une bonne partie des terres du marquis de Villaines, mis en déconfiture, jouissait d'une puissante influence. Ambroise Cormier dut se contenter de l'exemption de la faible redevance qu'il payait annuellement au comte de Laval. Il ne se résigna pas toutefois sans résistance, car même après l'accord du 5 février 1644, il reçut encore une assignation de Me Guillaume Duparc, de laquelle il semble résulter qu'il n'avait pas interrompu ses travaux d'agrandissement.
Ambroise Cormier dut, comme imprimeur, se borner à de menus travaux comprenant les impressions administratives, alors fort minces, les billets de logement pour les troupes de passage, les citations aux assises seigneuriales, quelques placards, et quelques commandes de l'évêché. Ce sont là du moins les seules pièces qui semblent avoir été imprimées à Laval de son temps. Parmi ses travaux on ne connaît de lui que quelques rares publications :
- Extraict des Registres de Parlement [17 mai 1631] et,
- parce qu'il était alors le seul imprimeur dans la capitale du Bas-Maine, on lui attribue avec quelque raison l'Histoire veritable, des effects prodigieux et épouventables, arrivez au mois de septemb.1636, dans les villes de Dol, de Pontorson, Mont S.Michel, Tomblaine et és environs[...][5].
- Prières ordonnées pour gagner le jubilé octroyé par N.S.P. le Pape Innocent X par Monseigneur l'Evêque du Mans. Imprimé à Laval par Ambroise Cormier, imprimeur du roy, 1645[6].